# Yim Soon-rye
Dans ce nom coréen, le nom de famille, Yim, précède le nom personnel.
Pour les articles homonymes, voir Yim.
Yim Soon-rye (hangeul : 임순례, née le 1er janvier 1961) est une réalisatrice et scénariste sud-coréenne, considérée comme l'une des principales auteures féminines de la Nouvelle vague du cinéma sud-coréen.

## Biographie
Née en 1961 à Incheon, Yim Soon-rye est diplômée de littérature anglaise et de Théâtre et film de l'université d'Hanyang en 1985. Elle passe ensuite un master en étude de film en France à l'université Paris-VIII en 1992 avec une thèse intitulée « Étude de Kenji Mizoguchi ».
En 1999, au cours d'une rencontre au Festival international du film de Busan entre la productrice Shim Jae-myung, la réalisatrice Byun Young-joo et elle-même, elles réfléchissent à la création  d'une association des femmes cinéastes pour défendre les droits et intérêts "des femmes travaillant dans l'industrie cinématographique". L'association est fondée en avril 2000. Elle organise chaque fin d'année un festival du cinéma féminin et édite un dictionnaire sur ce sujet.

### 1994-1996:Promenade in the RainetThree Friends
De retour en Corée en 1993, elle travaille comme assistant-réalisateur sur Out to the World (en) de Yeo Kyun-dong. En 1994, elle réalise son premier court-métrage Promenade in the Rain, qui remporte le Grand Prix et le Prix de la presse au 1er festival international du court-métrage de Séoul.
Elle réalise son premier long-métrage, Three Friends, en 1996. Ce film explore la masculinité coréenne et le phénomène d'exclusion sociale à travers la vie de trois jeunes hommes qui ont du mal à s'adapter au système social. Il remporte le Prix NETPAC à la 6e cérémonie du Festival international du film de Busan.

### 2001:Waikiki BrothersetKeeping the Vision Alive
Son second long-métrage, Waikiki Brothers (en), en 2001, est un drame aigre-doux sur un groupe musical en difficulté qui voyage d'une petite ville à l'autre pour donner des concerts. Il est le film d'ouverture de la 2e cérémonie du Festival international du film de Jeonju,. Malgré une faible fréquentation dans les salles, Waikiki Brothers est un succès critique, Shim Young-seop félicitant l'utilisation de plans-séquence pour manifester l'amour profond de la réalisatrice pour ses personnages,. Yim remporte le Prix du meilleur scénario à la 9e cérémonie des Chunsa Film Art Awards et celui de meilleur réalisateur à la 21e cérémonie des Korean Association of Film Critics Awards en 2001, tandis que Waikiki Brothers remporte le Prix du meilleur film à la 38e cérémonie des Baeksang Arts Awards en 2002. Devenu un film culte, il est plus tard adapté en comédie musicale, Go! Waikiki Brothers!, en 2004.
Yim travaille ensuite sur le documentaire Keeping the Vision Alive: Women in Korean Filmmaking (2001), une hommage aux pionnières Park Nam-ok et Hwang Hye-mi, et aux réalisatrices contemporaines Byun Young-joo et Jang Hee-sun. À travers des images et des interviews, la caméra de Yim laisse les femmes partager leurs expériences, leurs luttes et leur survie dans l'industrie cinématographique coréenne conservatrice et sexiste dominée par les hommes.

### 2003:If You Were Me
En 2003, Yim fait partie des six réalisateurs du film à sketchs If You Were Me, produit par la Commission nationale des droits de l'homme de Corée (en). Son court-métrage The Weight of Her est une satire de la beauté féminine et de l'image du corps, alors qu'une lycéenne se sent obligée de subir une chirurgie plastique pour être embauchée.
Yim produit ensuite Miso, le premier long métrage de la réalisatrice coréenne Park Kyung-hee, et fait plus tard un caméo dans son court-métrage Under a Big Tree. Elle apparaît également en 2006 dans le court-métrage Hey Man de Ryoo Seung-wan qui dénonce le machisme coréen, et fait partie des sujets du documentaire du 2007 Viva! Women Directors.

### 2008:Forever the Moment
Sept ans après Waikiki Brothers, Yim réalise son troisième long-métrage Forever the Moment (« Le Meilleur moment de nos vies » en coréen). Inspirée de l'histoire vraie de l'équipe de Corée du Sud de handball féminin qui a remportée la médaille d'argent aux Jeux olympiques d'été de 2004, Yim trouve un équilibre entre les conventions de genre et son propre style en combinant le dynamisme et la rapidité d'un film de sport traditionnel avec les atermoiements des athlètes féminines victimes de discrimination et d'insécurité de l'emploi dans leur sport, et de divorce, de dette et de stérilité dans leur vie personnelle. Avec plus de 4 millions d'entrées en 2008, le drame sportif est un succès surprise et est le film de Yim ayant le mieux marché,.
Yim reçoit le Prix Park Nam-ok pour réalisation exceptionnelle lors de la 10e cérémonie du Festival international du film de femmes de Séoul,, et remporte le titre de Femme réalisatrice de l'année lors de la 9e cérémonie des Korean Film Awards. Forever the Moment remporte le Prix du meilleur film à la 44e cérémonie des Baeksang Arts Awards et à la 29e cérémonie des Blue Dragon Film Awards,,.1

### 2009-2010:Fly, PenguinetRolling Home with a Bull
En 2009, Yim travaille de nouveau avec la Commission nationale des droits de l'homme de Corée pour son quatrième long-métrage Fly, Penguin. Le film est composé de quatre segments qui abordent des questions telles que l'obsession d'une mère pour l'éducation en anglais de son fils, l'ostracisme au travail d'un employé de bureau parce qu'il est végétarien et ne boit pas d'alcool, l'éloignement d'un homme de sa famille qu'il soutient financièrement depuis l'étranger, et le divorce entre un couple dans la soixantaine.
Son cinquième film Rolling Home with a Bull (2010) est adapté d'un roman de Kim Do-yeon sur un poète raté effectuant un road trip en Corée du Sud avec une ex-petite amie récemment veuve et la vache de son père qu'il envisage de vendre. Yim déclare que « bien que le roman soit basé sur un pèlerinage bouddhiste, j'ai pensé qu'il pourrait être développé en une histoire d'amour non conventionnelle ».

### 2011:Sorry, Thanks
En 2011, Yim, militante des droits des animaux, produit le film à sketchs Sorry, Thanks (aussi appelé Thank You and I'm Sorry), dans lequel quatre réalisateurs explorent la relation entre les humains et leurs animaux de compagnie. Dans son court-métrage Cat's Kiss, un père est en désaccord avec sa fille en raison de sa propension à recueillir des chats errants, jusqu'à ce qu'il se mette lui-même de plus en plus à s'occuper d'eux.
Plus tard la même année, elle réalise le doublage en coréen du film japonais Oriume de 2002, qui dépeint la lutte d'une famille dont l'un des parents âgés est touché par la maladie d'Alzheimer.
En 2012, Yim est productrice déléguée du premier film de Lee Kwang-kuk, Romance Joe, et apparait dans le documentaire Ari Ari the Korean Cinema de Heo Chul.

### 2013:South Bound
Le film suivant de Yim, South Bound (aussi appelé Run to the South), en 2013, est adapté d'un roman d'Okuda Hideo. Le protagoniste est un homme de nature franche qui a le mépris de la société dominante et qui décide de déménager avec sa famille sur une île au large de la côte sud de la Corée. Mais leur rêve d'une vie heureuse et durable sans l'autorité du gouvernement est ruiné quand ils se heurtent à un puissant politicien ayant le projet de transformer leur île en lieu de villégiature.
Le film reçoit les critiques de certains milieux qui estiment qu'il est trop politisé avec son ton antisystème et anticapitalisme ainsi que ses parallèles à la base navale de Jeju (en) mais Yim affirme qu'elle « a essayé de délivrer l'histoire de la manière la plus joyeuse que possible » avec une approche enjouée malgré ses thèmes importants de liberté individuelle, de devoir national et de séparation familiale. Elle déclare que « notre société est pleine d'incertitudes et de concurrence féroce. "Le Sud" représente ici une terre idéale. Tout le monde rêve d'un endroit idéal, mais seuls quelques-uns parviennent à réaliser leur rêve. La famille dans South Bound est prête à aller de l'avant et à réaliser ce qu'elle veut en s'écartant des normes sociales et des traditions ».

### 2014:Whistle Blower
En 2014, Yim réalise Whistle Blower, inspiré de la vie de Hwang Woo-suk, un professeur de biotechnologie de l'université nationale de Séoul qui a acquis une renommée internationale en 2004 après avoir affirmé avoir mené avec succès des expériences sur le clonage humain de cellules souches embryonnaires. Après qu'un lanceur d'alerte anonyme ait révélé que les recherches de Hwang avaient été fabriquées de toutes pièces et étaient contraires à l'éthique, cela est devenu l'une des plus grandes fraudes scientifiques de l'histoire contemporaine.
De cette version romancée, Yim déclare que l'un des défis était de présenter les multiples aspects du scientifique, mais qu'elle se concentrait avant tout sur l'image du journaliste militant à juste titre pour la vérité, malgré la pression politique et la condamnation publique,.

## Filmographie
- 1993 : Out to the World (en) (1993) - assistant-réalisatrice
- 1994 : Promenade in the Rain (hangeul : 우중산책) (court-métrage, 1994) - réalisatrice, scénariste, productrice
- 1996 : Three Friends (hangeul : 세 친구) (1996) - réalisatrice, scénariste, productrice
- 2001 : Waikiki Brothers (en) (hangeul : 와이키키 브라더스) (2001) - réalisatrice, scénariste
- 2001 : Keeping the Vision Alive: Women in Korean Filmmaking  (documentaire, 2001) - réalisatrice
- 2003 : The Weight of Her (hangeul : 여섯 개의 시선) (court-métrage dans If You Were Me, 2003) - réalisatrice, scénariste
- 2003 : Miso (hangeul : 미소) (2003) - productrice
- 2004 : Under a Big Tree (court-métrage dans Twentidentity, 2004) - caméo
- 2006 : Hey Man (short film in If You Were Me 2, 2006) - caméo
- 2007 : Viva! Women Directors (documentaire, 2007) - as herself
- 2008 : Forever the Moment (hangeul : 우리 생애 최고의 순간) (2008) - réalisatrice, script
- 2009 : Fly, Penguin (hangeul : 날아라 펭귄) (2009) - réalisatrice, scénariste
- 2010 : Rolling Home with a Bull (hangeul : 소와 함께 여행하는 법) (2010) - réalisatrice, scénariste
- 2010 : Cat's Kiss (court-métrage dans Sorry, Thanks) - réalisatrice, scénariste
- 2011 : Sorry, Thanks (hangeul : 미안해, 고마워) (2011) - productrice
- 2011 : Oriume (2011) - réalisatrice de la version coréenne
- 2012 : Romance Joe (2012) - productrice déléguée
- 2012 : Ari Ari the Korean Cinema (documentaire, 2012)
- 2013 : South Bound (hangeul : 남쪽으로 튀어) (2013) - réalisatrice
- 2014 : Whistle Blower (hangeul : 제보자) (2014) - réalisatrice
- 2015 : One Way Trip (en) (2015) - productrice déléguée
- 2018 : Petite Forêt (hangeul : 리틀 포레스트) (2018) - réalisatrice[35]
- 2023 : The Point Men (hangeul : 교섭) - réalisatrice[36],[37]
- (en projet) : Lee Jung-seob - réalisatrice[38],[39],[40]

## Récompenses
- 1994 : 1er Festival du court métrage de Séoul : Grand prix (Promenade in the Rain)[41]
- 2001 : 9e cérémonie des Chunsa Film Art Awards : Meilleur scénario (Waikiki Brothers (en))
- 2001 : 21e cérémonie des Korean Association of Film Critics Awards : Meilleur réalisateur (Waikiki Brothers (en))
- 2008 : 9e cérémonie des Pusan Film Critics Awards : Prix spécial du jury (Forever the Moment)
- 2008 : 10e cérémonie du Festival international du film de femmes de Séoul : Prix Park Nam-ok
- 2008 : 9e cérémonie des Women in Film Korea Awards : Réalisatrice de l'année (Forever the Moment)
- 2008 : Korea Green Foundation : 100 personnes qui éclairent le monde[42]
- 2009 : 18e cérémonie des Buil Film Awards : Prix Yu Hyun-mok